# Associazione Calcio Napoli 1935-1936
Questa voce raccoglie le informazioni riguardanti l'Associazione Calcio Napoli nelle competizioni ufficiali della stagione 1935-1936.

## Stagione

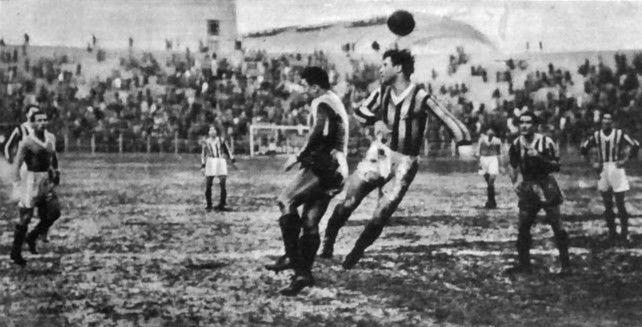
Una sortita offensiva dell'interno azzurro Buscaglia, fermata dal terzino juventino Foni, nella gara allo stadio Partenopeo del 15 dicembre 1935.

La stagione 1935-1936 del Napoli è la settima in Serie A e la decima complessiva in massima serie. A conclusione del campionato il Napoli si classifica all'ottavo posto con 28 punti.
In Coppa Italia la squadra supera il Bari per 2-1 ai sedicesimi, la Triestina per 3-1 agli ottavi, quindi viene sconfitta dal Milan per 2-1 ai quarti di finale, tutte gare disputate in casa.

## Divise
| Prima divisa | Divisa portiere |

## Organigramma societario
Dirigenza
- Presidente: Vincenzo Savarese, poi Achille Lauro

Staff tecnico
- Allenatore: Károly Csapkay

## Rosa
| N. |                    | Ruolo | Calciatore         |
| -- | ------------------ | ----- | ------------------ |
|    | Italia (bandiera)  | P     | Giuseppe Cavanna   |
|    | Italia (bandiera)  | P     | Vittorio Mosele    |
|    | Italia (bandiera)  | P     | Arnaldo Sentimenti |
|    | Italia (bandiera)  | D     | Luigi Castello     |
|    | Italia (bandiera)  | D     | Enrico Colombari   |
|    | Italia (bandiera)  | D     | Giuseppe Fenoglio  |
|    | Italia (bandiera)  | D     | Maggiorino Mongero |
|    | Brasile (bandiera) | D     | Paulo Innocenti () |
|    | Italia (bandiera)  | D     | Silverio Tricoli   |
|    | Italia (bandiera)  | D     | Athos Zontini      |
|    | Italia (bandiera)  | C     | Antonio Blasevich  |
|    | Italia (bandiera)  | C     | Carlo Buscaglia    |

| N. |                      | Ruolo | Calciatore                     |
| -- | -------------------- | ----- | ------------------------------ |
|    | Italia (bandiera)    | C     | Giacomo Busiello               |
|    | Argentina (bandiera) | C     | Antonio Ferrara ()             |
|    | Italia (bandiera)    | C     | Guglielmo Glovi                |
|    | Italia (bandiera)    | C     | Enrico Rivolta                 |
|    | Paraguay (bandiera)  | C     | Oreste Sallustro ()            |
|    | Uruguay (bandiera)   | C     | Ulisse Uslenghi                |
|    | Italia (bandiera)    | A     | Giovanni Busoni                |
|    | Italia (bandiera)    | A     | Gino Rossetti                  |
|    | Paraguay (bandiera)  | A     | Attila Sallustro (capitano) () |
|    | Italia (bandiera)    | A     | Giovanni Venditto              |
|    | Italia (bandiera)    | A     | Pietro Ferraris                |

## Risultati

### Serie A

#### Girone di andata
| Arbitro: | Mattea (Torino) |

|                        |           |                           |
| Busini 27’ Peretti 48’ | Marcatori | 20’ Venditto 74’ Rossetti |

| Arbitro: | Gonani (Ravenna) |

|               |           |  |
| Colombari 78’ | Marcatori |  |

| Arbitro: | Barlassina (Novara) |

|             |           |  |
| Gadaldi 55’ | Marcatori |  |

| Arbitro: | Bonivento (Venezia) |

|  |           |             |
|  | Marcatori | 44’ Sansone |

| Arbitro: | Scorzoni (Bologna) |

|                                            |           |  |
| Rossetti 15’ Sallustro 23’ Busoni 28’, 41’ | Marcatori |  |

| Arbitro: | Ghetti (Modena) |

|                       |           |                              |
| Borelli 83’ Notti 87’ | Marcatori | 37’, 89’ Busoni 42’ Rossetti |

| Arbitro: | Caironi (Milano) |

|  |           |            |
|  | Marcatori | 41’ Sudati |

| Bari 17 novembre 1935 8ª giornata | Bari                   | 0 – 0 referto | Napoli | Stadio della Vittoria\| Arbitro: \| Bevilacqua (Viareggio) \| |
| Arbitro:                          | Bevilacqua (Viareggio) |               |        |                                                               |

| Arbitro: | Mattea (Torino) |

|                                                |           |                     |
| Rossetti 52’ Buscaglia 67’ Ballerio 78’ (aut.) | Marcatori | 9’, 74’ De Vincenzi |

| Arbitro: | Mazzarini (Roma) |

|                   |           |                                    |
| Evaristo 67’, 88’ | Marcatori | 42’ (rig.) Buscaglia 71’ Sallustro |

| Arbitro: | Pizziolo (Firenze) |

|  |           |                     |
|  | Marcatori | 69’ (aut.) Fenoglio |

| Arbitro: | Barlassina (Novara) |

|                                                       |           |                      |
| Rocco 8’, 87’ Mian 20’, 21’ Pasinati 50’ Colaussi 75’ | Marcatori | 47’ (rig.) Buscaglia |

| Arbitro: | Pirovano (Monza) |

|                              |           |  |
| Busoni 13’ Rossetti 80’, 87’ | Marcatori |  |

| Arbitro: | Scotto (Savona) |

|                           |           |              |
| Piola 1’ Guarisi 59’, 63’ | Marcatori | 49’ Rossetti |

| Arbitro: | Mastellari (Bologna) |

|                 |           |  |
| Sallustro I 24’ | Marcatori |  |

#### Girone di ritorno
| Arbitro: | Turbiani (Ferrara) |

|                                               |           |                          |
| Sallustro I 8’ Venditto 18’, 77’ Rossetti 59’ | Marcatori | 28’ Silvestri 64’ Bodini |

| Arbitro: | Scotto (Savona) |

|                          |           |  |
| Locatelli 44’ Boltri 59’ | Marcatori |  |

| Arbitro: | Bertolio (Torino) |

|              |           |                            |
| Venditto 22’ | Marcatori | 5’ Di Benedetti 23’ Tomasi |

| Arbitro: | Salvatori (Roma) |

|                      |           |               |
| Maini 33’ Ottani 55’ | Marcatori | 50’ Buscaglia |

| Arbitro: | Scarpi (Dolo) |

|                             |           |  |
| Scagliotti 18’ Morselli 34’ | Marcatori |  |

| Napoli 1 marzo 1936 21ª giornata | Napoli | 1 – 0 referto | Alessandria | Stadio Partenopeo |

| Torino 8 marzo 1936 22ª giornata | Torino | 1 – 0 referto | Napoli |  |

| Napoli 15 marzo 1936 23ª giornata | Napoli | 2 – 0 referto | Bari | Stadio Partenopeo |

| Milano 22 marzo 1936 24ª giornata | Ambrosiana-Inter | 4 – 2 referto | Napoli |  |

| Napoli 29 marzo 1936 25ª giornata | Napoli | 2 – 1 referto | Genova 1893 | Stadio Partenopeo |

| Torino 12 aprile 1936 26ª giornata | Juventus | 2 – 2 referto | Napoli |  |

| Napoli 19 aprile 1936 27ª giornata | Napoli | 2 – 2 referto | Triestina | Stadio Partenopeo |

| Palermo 26 aprile 1936 28ª giornata | Palermo | 2 – 2 referto | Napoli |  |

| Napoli 3 maggio 1936 29ª giornata | Napoli | 1 – 2 referto | Lazio | Stadio Partenopeo |

| Milano 10 maggio 1936 30ª giornata | Milan | 0 – 1 referto | Napoli |  |

### Coppa Italia
| Arbitro: | Dattilo (Roma) |

|                              |           |                |
| Sallustro I 37’ Rossetti 66’ | Marcatori | 61’ Pignatelli |

| Arbitro: | Mazzarini (Roma) |

|                                |           |          |
| Rossetti 37’ Venditto 43’, 60’ | Marcatori | 21’ Mian |

| Arbitro: | Ciamberlini (Genova) |

|                     |           |                       |
| Buscaglia 4’ (rig.) | Marcatori | 10’ Arnoni 22’ Romani |

## Statistiche

### Statistiche di squadra
| Competizione | Punti | In casa | In casa | In casa | In casa | In casa | In casa | In trasferta | In trasferta | In trasferta | In trasferta | In trasferta | In trasferta | Totale | Totale | Totale | Totale | Totale | Totale | DR |
| Competizione | Punti | G       | V       | N       | P       | Gf      | Gs      | G            | V            | N            | P            | Gf           | Gs           | G      | V      | N      | P      | Gf     | Gs     | DR |
| ------------ | ----- | ------- | ------- | ------- | ------- | ------- | ------- | ------------ | ------------ | ------------ | ------------ | ------------ | ------------ | ------ | ------ | ------ | ------ | ------ | ------ | -- |
| Serie A      | 28    | 15      | 9       | 1       | 5       | 25      | 14      | 15           | 2            | 5            | 8            | 17           | 31           | 30     | 11     | 6      | 13     | 42     | 45     | -3 |
| Coppa Italia |       | 2       | 2       | 0       | 0       | 5       | 2       | 1            | 0            | 0            | 1            | 1            | 2            | 3      | 2      | 0      | 1      | 6      | 4      | +2 |
| Totale       |       | 17      | 11      | 1       | 5       | 30      | 16      | 16           | 2            | 5            | 9            | 18           | 33           | 33     | 13     | 6      | 14     | 48     | 49     | -1 |

### Statistiche dei giocatori
Si aggiungano 2 autoreti a favore.
| Giocatore       | Serie A  | Serie A | Coppa Italia | Coppa Italia | Totale   | Totale |
| Giocatore       | Presenze | Reti    | Presenze     | Reti         | Presenze | Reti   |
| --------------- | -------- | ------- | ------------ | ------------ | -------- | ------ |
| G. Cavanna      | 1        | -1      | -            | -            | 1        | -1     |
| V. Mosele       | 22       | -32     | 2            | -3           | 24       | -35    |
| A. Sentimenti   | 7        | -12     | 1            | -1           | 8        | -13    |
| L. Castello     | 16       | 0       | 1            | 0            | 17       | 0      |
| E. Colombari    | 26       | 1       | 2            | 0            | 28       | 1      |
| G. Fenoglio     | 29       | 0       | 3            | 0            | 32       | 0      |
| M. Mongero      | 3        | 0       | 1            | 0            | 4        | 0      |
| P. Innocenti    | 6        | 0       | -            | -            | 6        | 0      |
| S. Tricoli      | 7        | 0       | 3            | 0            | 10       | 0      |
| A. Zontini      | 1        | 0       | -            | -            | 1        | 0      |
| A. Blasevich    | 7        | 0       | -            | -            | 7        | 0      |
| C. Buscaglia    | 28       | 5       | 3            | 1            | 31       | 6      |
| G. Busiello     | 1        | 0       | -            | -            | 1        | 0      |
| A. Ferrara      | 8        | 0       | 2            | 0            | 10       | 0      |
| G. Glovi        | 5        | 0       | 1            | 0            | 6        | 0      |
| E. Rivolta      | 25       | 0       | 2            | 0            | 27       | 0      |
| O. Sallustro II | 6        | 0       | 1            | 1            | 7        | 1      |
| U. Uslenghi     | 20       | 0       | 1            | 0            | 21       | 0      |
| G. Busoni       | 27       | 12      | 3            | 0            | 30       | 12     |
| G. Rossetti     | 28       | 9       | 2            | 2            | 30       | 11     |
| A. Sallustro I  | 26       | 7       | 2            | 0            | 28       | 7      |
| G. Venditto     | 30       | 6       | 3            | 2            | 33       | 8      |
| P. Ferraris     | 1        | 0       | -            | -            | 1        | 0      |